# パンデル S-4
パンデル S-4
- 用途：郵便機
- 設計者：Theo Slot
- 製造者：パンデル
- 初飛行：1933年10月6日
- 生産数：1機

パンデル S-4 ポストイェーガー（Pander S-4 Postjager）は、パンデル社により設計/製造されたオランダの3発郵便機である。1機のみが製作されたが、マックロバートソン・エアレースの途中に事故で破壊された。

## 設計と開発
S-4はオランダとオランダ領東インド間に就役する高速郵便機として開発された。本機は420 hp (313 kW)のライト ワールウィンド 星形エンジンを3基搭載する3座の低翼単葉機で、一般的な尾輪式の引き込み可能な降着装置を有していた。機体記号PH-OSTのS-4は1933年10月6日に初飛行を行った。

## 運用の歴史
1933年12月に本機はバタヴィアへの郵便飛行を実施した。1934年にS-4はロンドン-メルボルン間を飛行するマックロバートソン・エアレースに参加した。10月20日にイギリスのミルデンホールを離陸し、36時間後にインドのイラーハーバードに到着した。10月26日に出発の準備が完了し、離陸に向けてタクシングをしていた時に自動車と衝突して出火し、機体は破壊された。搭乗員は機体から跳び出し、負傷しながらも難を逃れた。

## 要目
出典: The "Aerial Phost"
諸元
- 乗員: 3[要出典]
- ペイロード: 500 kg
- 全長: 11 m （36 ft 1 in）
- 全高: 2.9 m （9 ft 6 in[要出典]）
- 翼幅: 16.4 m（53 ft 10 in）
- 翼面積: 45.0 m2 （484 ft2[4]）
- 運用時重量: 5,000 kg （11,023 lb）
- 動力: ライト ワールウィンド 星形エンジン、340 kW （450 hp）   × 3

性能
- 最大速度: 370 km/h （200 kn） 230 mph
- 巡航速度: 300 km/h （162 kn） 186 mph
- 航続距離: 2,430 km （1,312 nmi） 1,510 mi[要出典]
- 実用上昇限度: 5,400 m （17,717 ft）